# Falsoplocia
Falsoplocia is een kevergeslacht uit de familie van de boktorren (Cerambycidae). De wetenschappelijke naam van het geslacht werd voor het eerst geldig gepubliceerd in 1939 door Breuning.

## Soorten
Falsoplocia omvat de volgende soorten:
- Falsoplocia flavicollis Breuning, 1975
- Falsoplocia pardina Breuning, 1939